# Jane Bunford
Jane Bunford (Birmingham, 26 luglio 1895 – Birmingham, 1º aprile 1922) è stata la seconda donna più alta della storia e la persona più alta del Regno Unito.

## Biografia
Jane Bunford ha cominciato a crescere molto velocemente dall'età di 11 anni, a causa di un infortunio che danneggiò la sua ghiandola pituitaria. A tredici anni era alta 198 cm, due anni dopo era alta circa 213 cm, a 21 anni era alta 241 cm (la sua altezza massima). Nel corso della sua vita rifiutò proposte di lavoro dovute alla sua statura. A causa di problemi alla colonna vertebrale ridusse la sua statura, infatti nel 1922 risultò essere alta 231 cm. Morì il 1º aprile 1922 all'età di 27 anni. L'altezza massima di 241 cm le permisero di essere registrata come la donna più alta della storia. Perse questo record nel 1982, superata da Zeng Jinlian.